# Das große Glück
Das große Glück ist ein österreichischer Eisrevue-Film von Franz Antel aus dem Jahr 1967.

## Handlung
Marika Kilius heiratet und die Presse belauert ihren Eiskunstlaufpartner Hans-Jürgen Bäumler, der nun ohne Partnerin dasteht. Mehr noch: Er schwört, nie wieder auf dem Eis zu stehen und schließt mit Manager Wallace eine Wette ab, dass es ihm gelingen werde, in kurzer Zeit einen Job zu bekommen, in dem er mehr verdient als mit einer Eisrevue. Dort hätten sie ihn nämlich gerne als Star. Verliert er die Wette, muss er Wallaces Eisrevuevertrag unterschreiben, gewinnt er, erhält er von Wallace ein Jahresgehalt ausgezahlt.
Manager Wallace setzt nun alles daran, Hans-Jürgen von seinen Arbeitsplänen abzubringen. Er engagiert die schöne, aber einfältige Molly Pink, die gerne als Schauspielerin berühmt werden möchte. Sie soll Hans-Jürgens Arbeit sabotieren. Der versucht zunächst, als Sänger Fuß zu fassen. Ein Barbesitzer lässt ihn Probesingen und da seine Angestellten begeistert sind, will er ihn abends zufällig vor Publikum auf die Bühne rufen und singen lassen. Molly Pink wiederum soll vor mitgebrachter Presse so tun, als wäre sie seine Freundin und damit nicht nur ihn aus dem Konzept bringen, sondern auch seine weiblichen Fans verärgern. Wallaces Angestellte Lilo wiederum hat alles mitgehört und verhindert den Plan, indem sie am Abend vor der Bühne einen Ohnmachtsanfall vortäuscht. Hans-Jürgen trägt sie besorgt in den Ruheraum, doch bevor er ihren Namen erfahren kann, ist Lilo bereits verschwunden. Auch einen zweiten Sabotageakt Wallaces in einem Geschäft, wo Hans-Jürgen als Verkäufer Fuß fassen will, kann Lilo verhindern.
Hans-Jürgen hat sich inzwischen mit Journalist Teddy angefreundet, der heimlich in Molly verliebt ist. Er schlägt vor, dass Hans-Jürgen und Molly vor der Presse ein Paar mimen, da Hans-Jürgen in den Zeitungen immer wieder als verzweifelter Liebhaber von Marika Kilius dargestellt wird. Beide willigen ein. Gleichzeitig übernimmt Marika die Initiative und besorgt Hans-Jürgen heimlich einen Job in einer Werbeagentur, mit dessen Leiter Ronald sie bekannt ist. Hans-Jürgen hat dort so großen Erfolg, dass Wallace seine Siegchancen schwinden sieht. Er überredet Ronald, Hans-Jürgen mit einem lukrativen Auftrag zu betrauen: Er soll bei einer Party einen Vertrag mit Reeder und Millionär Nic Parnassis abschließen, der auf ausgeschnittene Dekolletés allergisch reagiert. Wallace wiederum engagiert die freizügige Adelaide, die sich unbemerkt als Hans-Jürgens Begleitung ausgibt. Wallaces Plan geht jedoch nicht auf, da Adelaide zwar tief dekolletiert erscheint, sie und Nic jedoch aus dem gleichen griechischen Dorf stammen und sich daher bestens verstehen.
Hans-Jürgen denkt dennoch, er habe den Auftrag nicht erhalten und nimmt die Entlassung Ronalds an, zumal der zu erkennen gibt, dass er den Job nur wegen der Protektion durch Marika erhalten habe. Als Hans-Jürgen auch noch glauben muss, dass Lilo sich in Wirklichkeit auf Betreiben von Wallace als seine Geliebte ausgegeben hat, taucht er unter. Nur Marika ahnt, wo er sich aufhält: Er ist zu seinem besten Freund Toni Sailer in die Berge gefahren, um beim Skifahren zu vergessen. Marika geht zu ihm und überzeugt ihn, doch bei der Eisrevue aufzutreten. Sie wolle ihm zuliebe gemeinsam mit ihm aufs Eis gehen.
Während der Auftritte bei der Revue lösen sich schließlich die Probleme: Hans-Jürgen erfährt, dass nicht Lilo, sondern Molly die falsche Freundin war. Die will Teddy heiraten und Lilo wird Hans-Jürgen heiraten. Der wiederum hat trotz seines Revueauftritts die Wette gegen Wallace nicht verloren, da ihm Ronald gleichzeitig einen lukrativen Vertrag in der Werbefirma anbietet: Es hat sich in der Zwischenzeit gezeigt, dass viele Kunden nur noch von Hans-Jürgen bedient werden wollen.

## Produktion
Trotz der Heirat von Marika Kilius plante Franz Antel eine Fortsetzung seines erfolgreichen Eisrevue-Films Die große Kür, und er konnte nicht nur Hans-Jürgen Bäumler, sondern auch seine ehemalige Eislaufpartnerin überreden, sich noch einmal selbst zu spielen. Gedreht wurde unter anderem in Rom.
Die Wiener Eisrevue mit Eva Pawlik war am Film beteiligt, wobei einzelne Choreografien mit Musik von Robert Stolz unterlegt wurden. Die Eiskunstlaufnummer von Marika Kilius und Hans-Jürgen Bäumler synchronisierte Ted Shuffle, die Rolle von Hans-Jürgen Bäumler spricht Klaus Kindler.
Es singen und tanzen im Film zudem Willy Dirtl von der Wiener Staatsoper, das Ballett Fred Mastaire, Mark Martin, die Drei Spitzbuben und das Alexandrow-Ensemble, das den russischen Titel Kalinka einsang.
Der Film erlebte seine Uraufführung am 15. September 1967.

## Kritik
Das Lexikon des internationalen Films sah im Film „Nummern einer Eisrevue mit Marika Kilius und Hans-Jürgen Bäumler, eingebaut in eine schnulzige Rahmenhandlung.“ Der Evangelische Film-Beobachter zog folgendes Fazit: „Dichtung und Wahrheit über das Weltmeisterpaar Kilius/Bäumler auf Illustriertenniveau. Die Eisrevueszenen entbehren allgemein des Stilgefühls, sind aber doch eine Klasse besser als die dürftige und verworrene Handlung.“